# Pertusadina metcalfii
Pertusadina metcalfii là một loài thực vật có hoa trong họ Thiến thảo. Loài này được (Merr. ex H.L.Li) Y.F.Deng & C.M.Hu mô tả khoa học đầu tiên năm 2006.